# Afghanistan i olympiska sommarspelen 1936
Afghanistan deltog med femton deltagare i två sporter vid de olympiska sommarspelen 1936 i Berlin. Det var första gången Afghanistan deltog i de olympiska spelen.

## Friidrott
Två deltagare representerade Afghanistan i friidrott. Abdul Rahim tävlade i kulstötning, men gick inte vidare från kvalet. Mohammad Khan tävlade i längdhopp och 100 meter löpning, han gick inte vidare från kvalet i längdhoppet och i försöksheatet i löpning kom han på sjätte plats och kvalade inte in till kvartsfinalerna.

## Landhockey
Laguppställning
- Sardar Abdul Wahib
- Abouwi Ahmad Shah
- Sayed Ali Babaci
- Mian Faruq Shah
- Hussain Fazal
- Jammal-ud-Din Affendi
- Mohammad Asif Shazada
- Mohammad Sultan Shazada
- Saadat Malook Shazada
- Zahir Shah Al-Zadah
- Shujadin Shuja Shazada
- Sayed Ali Atta
- Sayed Mohammad Ayub

Gruppspel
| Lag         | S | V | O | F | GM | IM | MS | P |
| ----------- | - | - | - | - | -- | -- | -- | - |
| Tyskland    | 2 | 2 | 0 | 0 | 10 | 1  | +9 | 4 |
| Afghanistan | 2 | 0 | 1 | 1 | 7  | 10 | −3 | 1 |
| Danmark     | 2 | 0 | 1 | 1 | 6  | 12 | −6 | 1 |